# گئورگ آبازیان
گئورگ نیکلای آبازیان (ارمنی: Գևորգ Նիկոլայի Աբազյան؛  ۱۴ سپتامبر ۱۹۴۶ – ۱۷ مارس ۲۰۰۸) یک بازیگر سینما و تئاتر اهل ارمنستان بود. وی بین سال‌های - تا - میلادی فعالیت می‌کرد.

## زندگی‌نامه
وی در ۱۴ سپتامبر ۱۹۴۶ در ایروان به دنیا آمد . وی از بنیانگذاران تئاتر نمایشی هراچیا غاپلانیان ایروان بود.  . وی در ۱۷ مارس ۲۰۰۸ در سن سالگی در ایروان درگذشت و در پیش‌نویس:آرامستان نوباراشن به خاک سپرده شد.